# Ichchhapor
Ichchhapor é uma vila no distrito de Surat, no estado indiano de Guzerate.

## Demografia
Segundo o censo de 2001, Ichchhapor tinha uma população de 8291 habitantes. Os indivíduos do sexo masculino constituem 56% da população e os do sexo feminino 44%. Ichchhapor tem uma taxa de alfabetização de 79%, superior à média nacional de 59.5%: a literacia no sexo masculino é de 83% e no sexo feminino é de 75%. Em Ichchhapor, 13% da população está abaixo dos 6 anos de idade.